# Вышев
Вы́шев (укр. Вишів) — село на Украине, находится в Малинском районе Житомирской области.
Код КОАТУУ — 1823482601. Население по переписи 2001 года составляет 179 человек. Почтовый индекс — 11611. Телефонный код — 4133. Занимает площадь 1,313 км².

## Адрес местного совета
11600, Житомирская область, Малинский р-н, с. Вышев